# Aldealcorvo
Aldealcorvo település Spanyolországban, Segovia tartományban. Aldealcorvo Sepúlveda, Condado de Castilnovo és San Pedro de Gaíllos községekkel határos. Lakosainak száma 18 fő (2024).

## Népesség
A település népessége az elmúlt években az alábbi módon változott:
| Lakosok száma | 29   | 21   | 22   | 28   | 28   | 18   | 25   | 22   | 19   | 18   |
|               | 2001 | 2004 | 2007 | 2009 | 2012 | 2014 | 2017 | 2019 | 2022 | 2024 |